# Вамех I Дадиани
Вамех I Дадиани (груз. ვამეყ I დადიანი; ум. 1396) — представитель грузинского княжеского рода Дадиани и эристави Одиши, исторического региона в западной Грузии, с 1384 года до своей смерти.

## Биография
После смерти своего отца Георгия II Дадиани Вамех унаследовал титул эристави Одиши (области, соответствующей современной Мегрелии) в 1384 году, в то время как его младший брат Кахабер, стал править южной частью под названием Гурия. Согласно сообщению грузинского историка начала XVIII века князя Вахушти Багратиони, статус Вамеха был подтверждён грузинским царём Багратом V Великим. Как и его отец, Вамех I также носил титул мандатурт-ухуцеса («господина верховного управляющего») Грузинского царства.
Во времена Вамеха I Грузия подверглась серии вторжений тюрко-монгольского эмира Тимура, но от которой северо-западные области Грузинского царства в значительной степени не пострадали. Эристави Георгий, отпрыск прежних царей Имеретии, воспользовался этим и провозгласил себя независимым царём в 1389 году. Реакция многих представителей западной грузинской знати на этот шаг была враждебной, и Георгий начал кампанию против Дадиани, надеясь, что его победа над сильнейшим из западных грузинских дворянских родов вынудит остальных покориться ему. Он потерпел поражение и был убит в битве с Вамехом I, который затем пригласил грузинского царя Георгия VII вновь занять Имеретию.
Военные успехи Вамеха I восхваляются в надписи из храма Хоби, согласно которой Дадиани возглавил победоносный поход против зихов и захватил крепости Гагари (современная Гагра) и Угаги. Оттуда он вывез большое количество мраморных колонн, капителей и фрагментов амвона. Эти части каменной кладки, некоторые из которых имели византийское происхождение и датировались V веком, были использованы для строительства часовни в монастыре Хоби. Вамех I был также покровителем другого крупного местного храма, собора Христа Спасителя в Цаленджихе, который был расписан фресками константинопольским художником Киром Мануилом Евгеником по приказу Вамеха. Вамех умер в 1396 году, ему наследовал его сын Мамия II.